# Шарль Гарньє
Жан Луї Шарль Гарньє (фр. Jean-Louis-Charles Garnier; 6 листопада 1825, Париж — 3 серпня 1898, Париж) — французький архітектор епохи еклектики та історик мистецтва. Ідеолог та практик стилю боз-арт. У Парижі спроектував та побудував в еклектичних формах Оперу Гарньє в Парижі (1861 -67, оздоблення закінчено 1875), театр (1878—1879) і казино (1861—1910) в Монте-Карло. Похований на цвинтарі Монпарнас.

## Праці

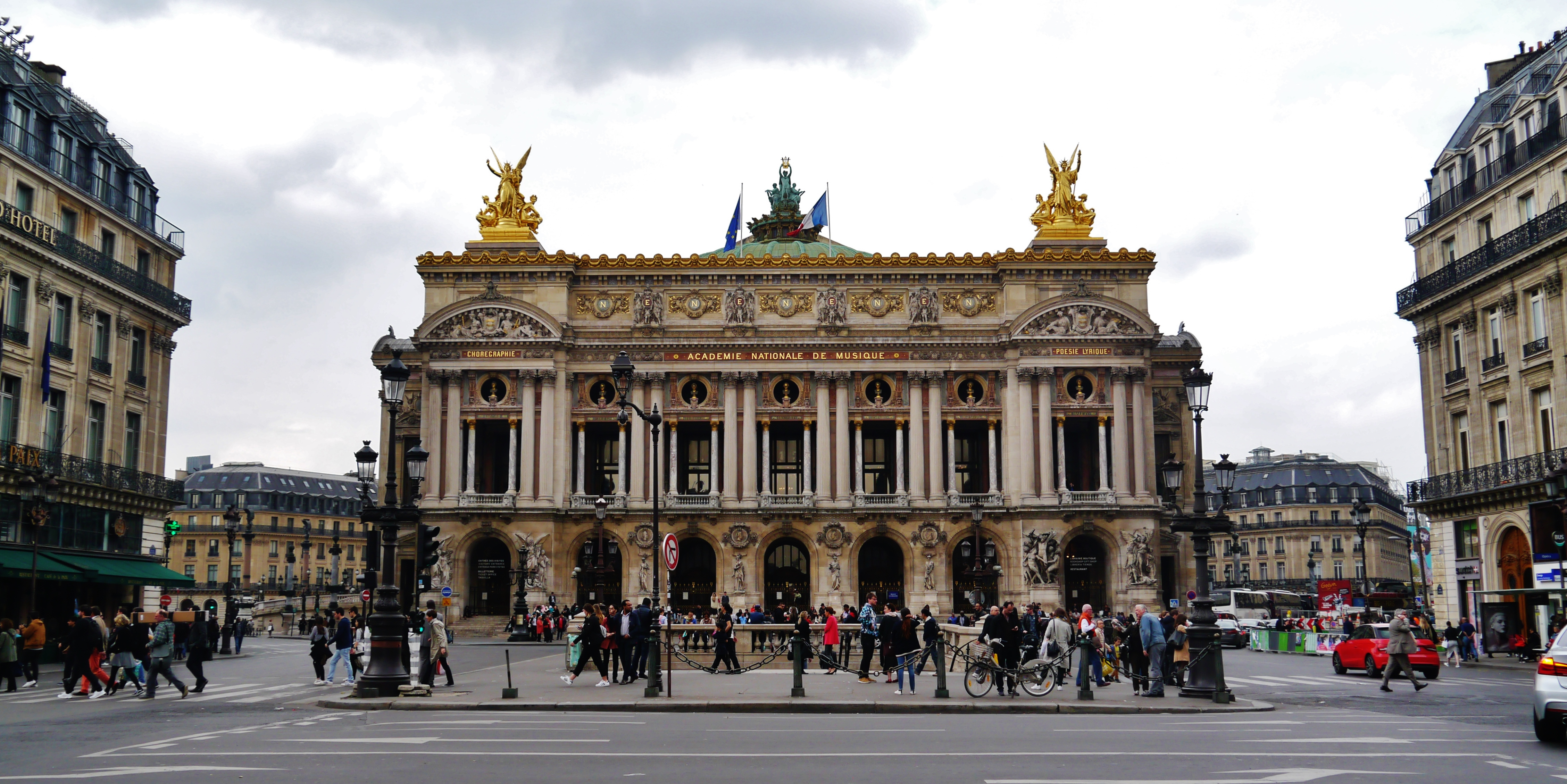
Гранд-Опера.
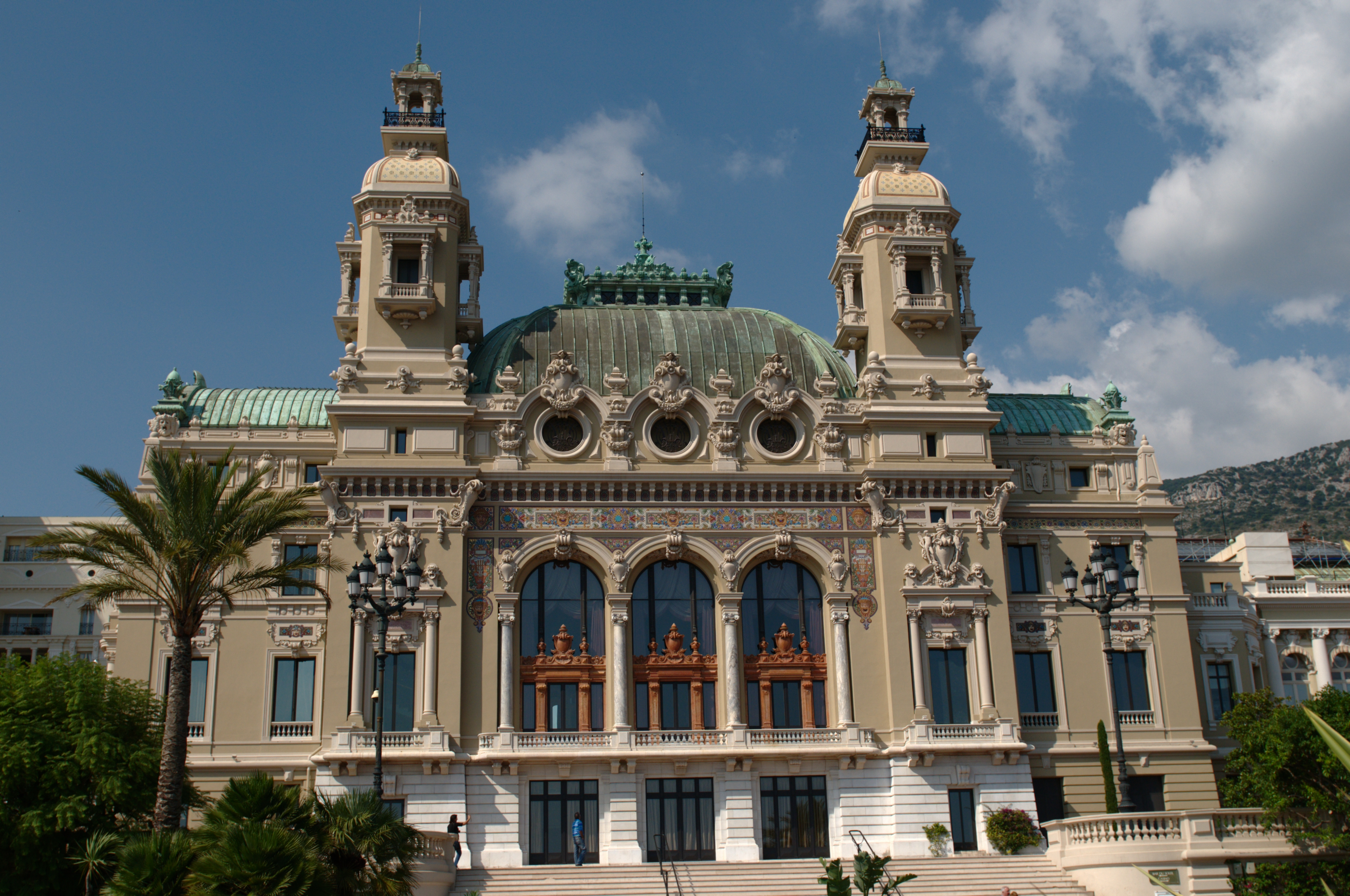
Казино у Монако.

## Літертура
- Ґарньє // Універсальний словник-енциклопедія. — 4-те вид. — К. : Тека, 2006.
- Гарньє (Garnies) Жан-Луї-Шарль. // Українська радянська енциклопедія : у 12 т. / гол. ред. М. П. Бажан ; редкол.: О. К. Антонов та ін. — 2-ге вид. — К. : Головна редакція УРЕ, 1974–1985.
- Біографія [Архівовано 27 травня 2007 у Wayback Machine.]